# モールバッハ
モールバッハ (独: Morbach) はドイツ連邦共和国 ラインラント＝プファルツ州ベルンカステル＝ヴィットリヒ郡にある連合自治体に属さない町村。